# Puchar Rumunii w Rugby Union Mężczyzn (2021)
Puchar Rumunii w Rugby Union Mężczyzn 2021 – siedemdziesiąta piąta edycja Cupa României w rugby union. Zarządzane przez Federațiă Română de Rugby zawody odbyły się w pięciozespołowej obsadzie w dniach 3 kwietnia 2021 – 2 kwietnia 2022 roku. Obrońcą tytułu był zespół CSM Știința Baia Mare. 
W przełożonym z grudnia 2021 na kwiecień 2022 roku finale lepsi okazali się zawodnicy SCM Timișoara.
Część spotkań była transmitowana przez stacje Televiziunea Română.

## System rozgrywek
Siedemdziesiąta piąta edycja Pucharu Rumunii odbyła się według takiego samego formatu jak w ubiegłym sezonie, a wziąć w nich miały udział wszystkie drużyny uczestniczące w organizowanych przez Federațiă Română de Rugby rozgrywkach SuperLigi obecnego sezonu. Rywalizację zaplanowano na okres od kwietnia do listopada 2020 roku, a sześć klubów rywalizowało systemem kołowym w ramach dwóch trzyzespołowych grup o awans do finału. Ostatecznie w zawodach wzięło udział pięć zespołów, a system rozgrywek pozostał bez zmian.

## Faza grupowa

### Grupa A
| 3 kwietnia 202111:00 | SCM Timișoara | 52:15 | CS Universitatea Cluj-Napoca | Stadionul Gheorghe Rășcanu, Timișoara |
| 3 kwietnia 202111:00 |               | 52:15 |                              | Stadionul Gheorghe Rășcanu, Timișoara |

| 10 kwietnia 202111:00 | CSM Știința Baia Mare | 40:10 | SCM Timișoara | Arena Zimbrilor, Baia Mare |
| 10 kwietnia 202111:00 |                       | 40:10 |               | Arena Zimbrilor, Baia Mare |

| 17 kwietnia 202114:00 | CS Universitatea Cluj-Napoca | 10:40 | CSM Știința Baia Mare | Parcul Sportiv Iuliu Hațieganu, Kluż-Napoka |
| 17 kwietnia 202114:00 |                              | 10:40 |                       | Parcul Sportiv Iuliu Hațieganu, Kluż-Napoka |

| 7 sierpnia 202111:00 | CS Universitatea Cluj-Napoca | 7:48 | SCM Timișoara | Parcul Sportiv Iuliu Hațieganu, Kluż-Napoka |
| 7 sierpnia 202111:00 |                              | 7:48 |               | Parcul Sportiv Iuliu Hațieganu, Kluż-Napoka |

| 14 sierpnia 202110:30 | SCM Timișoara | 18:10 | CSM Știința Baia Mare | Stadionul Gheorghe Rășcanu, Timișoara |
| 14 sierpnia 202110:30 |               | 18:10 |                       | Stadionul Gheorghe Rășcanu, Timișoara |

| 21 sierpnia 202111:00 | CSM Știința Baia Mare | 5:0 | CS Universitatea Cluj-Napoca | Arena Zimbrilor, Baia Mare |
| 21 sierpnia 202111:00 |                       | 5:0 |                              | Arena Zimbrilor, Baia Mare |

### Grupa B
| 10 kwietnia 202111:30 | Steaua Bukareszt | 38:20 | Dinamo Bukareszt | Ghencea, Bukareszt |
| 10 kwietnia 202111:30 |                  | 38:20 |                  | Ghencea, Bukareszt |

| 14 sierpnia 202110:00 | Dinamo Bukareszt | 0:5 | Steaua Bukareszt | Stadionul Florea Dumitrache, Bukareszt |
| 14 sierpnia 202110:00 |                  | 0:5 |                  | Stadionul Florea Dumitrache, Bukareszt |

## Faza pucharowa
|  |                        |                       |               |                       |    |                       |                       |       |
|  | Półfinał               | Półfinał              | Półfinał      |                       |    | Finał                 | Finał                 | Finał |
|  | Półfinał               | Półfinał              | Półfinał      |                       |    | Finał                 | Finał                 | Finał |
|  | 27 sierpnia 2021 17:00 |                       |               |                       |    |                       |                       |       |
|  |                        |                       |               |                       |    |                       |                       |       |
|  | CSM Știința Baia Mare  | CSM Știința Baia Mare | 31            |                       |    |                       |                       |       |
|  | CSM Știința Baia Mare  | CSM Știința Baia Mare | 31            | 2 kwietnia 2022 12:00 |    |                       |                       |       |
|  | Dinamo Bukareszt       | Dinamo Bukareszt      | 25            |                       |    |                       |                       |       |
|  | Dinamo Bukareszt       | Dinamo Bukareszt      | 25            |                       |    | CSM Știința Baia Mare | CSM Știința Baia Mare | 15    |
|  | 28 sierpnia 2021 12:00 |                       |               |                       |    | CSM Știința Baia Mare | CSM Știința Baia Mare | 15    |
|  |                        |                       | SCM Timișoara | SCM Timișoara         | 22 |                       |                       |       |
|  | Steaua Bukareszt       | Steaua Bukareszt      | SCM Timișoara | SCM Timișoara         | 22 | 16                    |                       |       |
|  | Steaua Bukareszt       | Steaua Bukareszt      |               |                       |    |                       |                       |       |
|  | SCM Timișoara          | SCM Timișoara         | 18            |                       |    |                       |                       |       |
|  | SCM Timișoara          | SCM Timișoara         | 18            |                       |    |                       |                       |       |

| 27 sierpnia 202117:00 | CSM Știința Baia Mare | 31:25 | Dinamo Bukareszt | Arena Zimbrilor, Baia Mare |
| 27 sierpnia 202117:00 |                       | 31:25 |                  | Arena Zimbrilor, Baia Mare |

| 28 sierpnia 202112:00 | Steaua Bukareszt | 16:18 | SCM Timișoara | Ghencea, Bukareszt |
| 28 sierpnia 202112:00 |                  | 16:18 |               | Ghencea, Bukareszt |

| 2 kwietnia 202212:00 | CSM Știința Baia Mare | 15:22 | SCM Timișoara | Stadionul Arcul de Triumf, Bukareszt |
| 2 kwietnia 202212:00 |                       | 15:22 |               | Stadionul Arcul de Triumf, Bukareszt |